# Тёрнер, Кэрри
Кэ́рри Кэ́тлин Тёрнер (англ. Karri Kathleen Turner; 21 декабря 1966, Форт-Уэрт, Техас, США) — американская актриса.

## Избранная фильмография
| Год       |    | Русское название          | Оригинальное название | Роль                          |
| --------- | -- | ------------------------- | --------------------- | ----------------------------- |
| 1997      | с  | Секретные материалы       | The X-Files           | Тара Скалли                   |
| 1997      | мс | Южный парк                | South Park            | Кэти Ли Гиффорд (озвучивание) |
| 1997—2005 | с  | Военно-юридическая служба | JAG                   | Хэрриет Симс                  |
| 2006      | с  | Герои                     | Heroes                | Лиза                          |
| 2008      | ф  | Напряги извилины          | Get Smart             | мама в Миниване               |
| 2008      | ф  | Американская сказка       | An American Carol     | женщина в лаборатории         |